# シン・ジョンファン
申 廷煥（シン・ジョンファン、1975年5月10日 - ）は、韓国の歌手、タレント。身長180cm。体重62kg。ソウル明知（ミョンジ）高等学校卒業。ソウル芸術大学写真学科中退。
デビュー後は歌手活動と並行してテレビドラマやバラエティ番組に多く出演し、MCも務める。

## 経歴
- 1994年5月 - レゲエグループ「Roo'Ra（ルーラ）」のメンバーとしてデビュー。オリジナルアルバムでは1集「Roots of Reggae」のみ参加し、その後1995年に兵役のため脱退。2集では1曲のみゲストとして参加。
- 1995年 - PKOでアフリカへ派遣
- 1997年 - 除隊。Roo'raに戻るものの、すぐに脱退。
- 1998年 - タク･ジェフンと2人組でコンチュリーコッコ（컨츄리꼬꼬）として「Oh Happy!」をリリースし再デビュー。
- 1999年6月 - 2集発売
- 2000年6月 - 3集発売
- 2000年11月 - 3.5集発売 チェッカーズの「ジュリアに傷心」、井上陽水の「リバーサイドホテル」をカバー
- 2001年8月 - 4集発売 平井堅の「Love Or Lust」をカバー
- 2002年4月 - 5集発売 原点回帰とも言える楽曲を中心としたアルバム
- 2003年 - 所属事務所の移籍を機にコンチュリーコッコの活動を停止、時を同じくして除隊直後のコ・ヨンウク（ルーラのメンバー）とシンナゴを結成。
- 2003年4月 - コンチュリーコッコのベスト盤発売
- 2005年11月 - 賭博容疑で検察の取調べを受け自供する[1]。謹慎および罰金刑を受ける。
- 2006年 - 活動再開
- 2008年11月 - 結婚を考えていた恋人との破局を告白[2]。
- 2009年11月 - バイクに乗っていた際に事故に遭う。トラックと正面衝突し脚を骨折[3]。
- 2010年7月 - 「知人を通じて貸した借金（1億8000万ウォン）を返済しない」とされ詐欺容疑で告訴されるが、シン・ジョンファン本人はその知人の保証人となっていただけで直接金銭には関わりがないとされ告訴は取り下げられた。
- 2010年9月 - フィリピンに逗留。ギャンブルの借金が返済できないとして抑留される。韓国内では出演キャンセルが相次ぎレギュラー降板となる番組が出る。さらにデング熱にかかり入院し、治療のため帰国時期も未定に。
- 2011年1月 - 帰国。これまでインタビューでは賭博への参加は否定していたが、帰国時のインタビューでは賭博をしていたと認める意見を述べた。また、前年のデング熱にかかった事も帰国時期を先延ばしするための嘘であったことも発覚。
- 2011年5月 - 海外常習賭博容疑の初公判が開かれ常習賭博容疑で懲役1年を求刑される[4]。最終陳述で「社会的物議をかもしたことを深く後悔し、公人として心配をかけ、過ちを犯した点を深く悔いている」などと述べた。
- 2011年6月 -  ソウル中央地裁において常習賭博で懲役8ヶ月の実刑判決を受け、法廷拘束される  [5]。

## 作品

### Roo'ra（ルーラ）

#### CD
- 1集 「Roots Of Reggae」（1994年）
- 「'95ルーラ ライブ コンサート」（1995年）
- 「Roo'Ra&TWOTWO CHRISTMAS」（1994年、1995年）

### コンチュリーコッコ

#### CD
- 1集 「country kko kko album one」（1998年3月）
- 1.5集「HAPPY CHRISTMAS」（1998年11月）
- 2集 「Color of CHAMELEON」（1999年6月）
- 2.5集 「CAROL ALBUM2」（1999年11月）※1.5集にリミックス曲を加えた作品
- 3集 「COUNTRY KKO KKO 03」（2000年6月13日）
- 3.5集 「Winter Traveling」（2000年11月）
- 4.5集 「COUNTRY KKOKKO's CAROL ALBUM」（2000年11月、2001年11月再発）※1.5集に「Happy Birthday」を加えた作品
- 4集 「HIGH SOCIETY」（2001年8月）
- 5集 「タク！ ネ スタイリエヨ」（2002年4月）
- ベスト盤「VERY VERY VERY GREATEST HITS!!!」（2003年4月）

#### デジタルシングル
- 「Happy Christmas」（2007年）

### シンナゴ

#### CD
- 「Shinnago」（2004年8月）※ミニアルバム